# Nannopus procerus
Nannopus procerus is een eenoogkreeftjessoort uit de familie van de Nannopodidae. De wetenschappelijke naam van de soort is voor het eerst geldig gepubliceerd in 2013 door Fiers en Kotwicki.